# Kalamos (ø)
Kálamos (græsk: Κάλαμος, kendt i antikken som Καρνος – Karnos), er en bjergrig ø og et tidligere samfund på De Joniske Øer, Grækenland. Siden kommunalreformen i 2011 er den en del af kommunen Lefkada, hvoraf den er en kommunal enhed. Den ligger øst for Lefkada, nær det græske fastland. Den har en helårsbefolkning på omkring 500 mennesker, men væsentlig flere om sommeren med besøg af turister. Navnet Kalamos betyder siv på græsk, og tilstedeværelsen af denne plante langs dens kystlinje i fortiden kan have givet dens navn. En anden version er, at øen havde flere strande med godt sand (Kali Ammos på græsk), deraf navnet. Dens befolkning var 496 ved folketællingen i 2011. Den har et areal på 24,9 km2, og dets højeste punkt er 754 moh.
Hovedbebyggelsen på øen er havnebyen Kálamos (454 indb.) på øens østkyst. En regelmæssig færgeforbindelse forbinder øen med Mytikas på fastlandet. Episkopi (42 indb.) er den eneste anden beboede landsby på øen sammen med Kastro. Landsbyen Kefali, også kendt under sit venetianske navn Porto Leone, blev forladt efter det Joniske jordskælv i 1953. Hovedkirken er stadig i brug og huser stadig det hellige billede af jomfru Maria, der også betragtes som en mirakelmager. Kirken og billedet fejres to gange om året (den ene den 30. juni og den anden den 15. august). En religiøs fejring på den dag er forudgået og efterfulgt af traditionelle fejringer med folkemusik. Folk fra øen og hele området omkring kommer for at deltage.

Øen nås let fra fastlandet med en regelmæssig færgeforbindelse fra den nærliggende havn Mytikas i Aetoloakarnania, året rundt.
Øen er geografisk placeret i kernen af det indre Joniske beskyttede havområde.
| År   | Øens befolkning |
| ---- | --------------- |
| 1981 | 454             |
| 1991 | 465             |
| 2001 | 543             |
| 2011 | 496             |